# Vinkelboda
Vinkelboda är Kronbloms hemort och är delvis baserad på serieskaparen Elov Perssons hemort Torsåker. Vinkelboda är ett bruks- och lantbrukssamhälle, som lever kvar i ett Sverige från en tid som ligger längre tillbaka än då serien tecknades första gången. Ändå förekommer modernare inslag där ibland, som visar att det är relativt modern tid. Här ägnar sig Kronblom åt vardagsfilosoferande, jakt och fiske och åt att försöka slippa undan arbete och fordringsägare och framförallt åt att få bort sin förhatliga svärmor, vilket han ofta gör med viss framgång.